# Мареограф

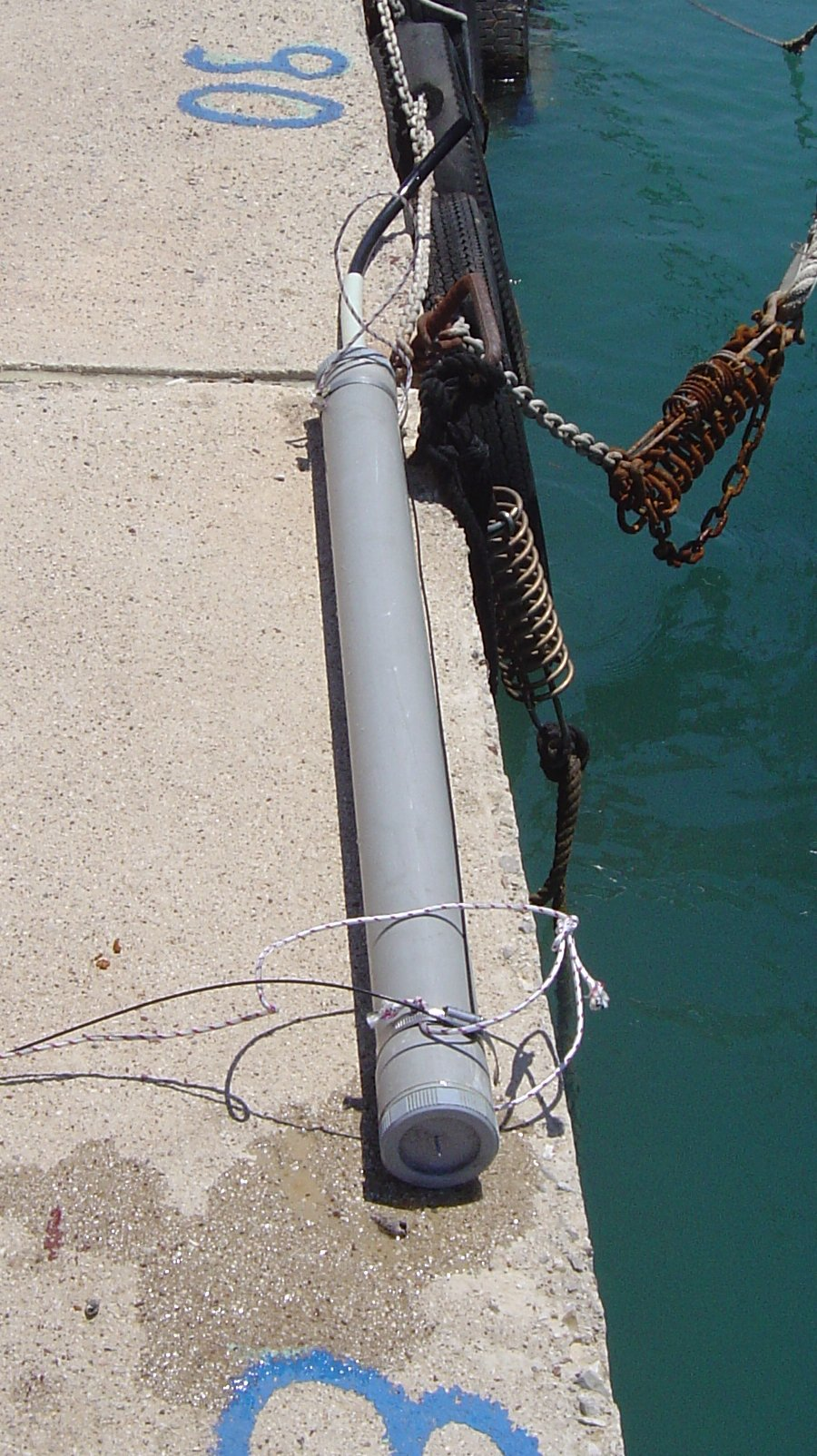
Мареограф відкритого типу

Марео́граф (від лат. mare — море і грец. γράφω — пишу) — автоматичний прилад для реєстрації коливань рівня моря.
В експедиційних дослідженнях використовують гідростатичні мареографи. Стаціонарні мареографи поплавкового типу діють з допомогою системи механічних передач які, перетворюючи в рух перо самописця, викреслюють коливання рівня. Ці лінії називаються мареограмами. Вони є розгорткою за часом амплітуди хвилі, знятої в заданій точці за просторовими змінними.